# سیارک ۲۱۴۰۱
سیارک ۲۱۴۰۱ (به انگلیسی: 21401 Justinkovac، نامگذاری:1998FC58) بیست و یک هزار و چهارصد و یکمین سیارک کشف شده‌است که در ۲۰ مارس ۱۹۹۸ کشف شد.
قدر مطلق سیارک برابر ۱۳.۵ است.